# Ayrton Vieira de Moraes
Ayrton Vieira de Moraes (Fortaleza; 14 de febrero de 1929-Niterói; 29 de octubre de 2013) fue un árbitro de fútbol brasileño.

## Trayectoria
Antes de convertirse en árbitro, fue defensa de algunos clubes de su país. Ya cuando se convirtió en ello en 1964, fue designado por la FIFA como el único representante brasileño en la Copa Mundial de México 1970.
Ya estando en territorio mexicano, dirigió el empate sin goles entre Italia e Israel. Después de eso, en 1971 fue su último con el gafete de internacional.